# براندون ميلر (سائق سباق)
براندون ميلر (بالإنجليزية: Brandon Miller)‏ هو سائق سباق أمريكي، ولد في 26 نوفمبر 1981 في رانشو سنتا في ‏ في الولايات المتحدة.

## وصلات خارجية
- الموقع الرسمي
- براندون ميلر على موقع Racing-Reference.info (الإنجليزية)